# 4404 Enirac
4404 Enirac (1987 GG) là một tiểu hành tinh vành đai chính được phát hiện ngày 2 tháng 4 năm 1987 bởi Alain Maury ở Palomar.